# С-6 (підводний човен СРСР)
| С-6                                                                   | С-6                                                                                              | С-6                                                                                              |
| --------------------------------------------------------------------- | ------------------------------------------------------------------------------------------------ | ------------------------------------------------------------------------------------------------ |
|                                                                       |                                                                                                  |                                                                                                  |
|                                                                       |                                                                                                  |                                                                                                  |
| Схема підводного човна типу «Середня» серії IX-біс                    |                                                                                                  |                                                                                                  |
| Верф                                                                  | № 189, Ленінград                                                                                 | № 189, Ленінград                                                                                 |
| Під прапором                                                          | СРСР                                                                                             | СРСР                                                                                             |
| Належність                                                            | Військово-морський флот СРСР                                                                     | Військово-морський флот СРСР                                                                     |
| Порт приписки                                                         | Лібава, Усть-Двінськ                                                                             | Лібава, Усть-Двінськ                                                                             |
| Закладений                                                            | 28 грудня 1935                                                                                   | 28 грудня 1935                                                                                   |
| Спуск на воду                                                         | 31 березня 1938                                                                                  | 31 березня 1938                                                                                  |
| Введений до складу флоту                                              | 27 листопада 1939                                                                                | 27 листопада 1939                                                                                |
| На службі                                                             | 1939—1941                                                                                        | 1939—1941                                                                                        |
| Загибель                                                              | після 2 серпня 1941 року загинув унаслідок підриву на міні південно-східніше острова Еланд       | після 2 серпня 1941 року загинув унаслідок підриву на міні південно-східніше острова Еланд       |
| Сучасний статус                                                       | затонув                                                                                          | затонув                                                                                          |
| Бойовий досвід                                                        | «Зимова війна» Німецько-радянська війна * Кампанія на Балтійському морі                          | «Зимова війна» Німецько-радянська війна * Кампанія на Балтійському морі                          |
| Проєкт                                                                |                                                                                                  |                                                                                                  |
| Тип ПЧ                                                                | Середній торпедний ДПЧ                                                                           | Середній торпедний ДПЧ                                                                           |
| Основні характеристики                                                |                                                                                                  |                                                                                                  |
| Швидкість (надводна)                                                  | 19,4 вузла (36 км/год)                                                                           | 19,4 вузла (36 км/год)                                                                           |
| Швидкість (підводна)                                                  | 9,5 вузла (17,6 км/год)                                                                          | 9,5 вузла (17,6 км/год)                                                                          |
| Робоча глибина занурення                                              | 80 м                                                                                             | 80 м                                                                                             |
| Гранична глибина занурення                                            | 100 м                                                                                            | 100 м                                                                                            |
| Дальність плавання                                                    | 8340 миль на швидкості 8,5 вузла в надводному положенні 140 миль на швидкості 3 вузла            | 8340 миль на швидкості 8,5 вузла в надводному положенні 140 миль на швидкості 3 вузла            |
| Автономність плавання                                                 | 30 діб                                                                                           | 30 діб                                                                                           |
| Екіпаж                                                                | 45 осіб                                                                                          | 45 осіб                                                                                          |
| Розміри                                                               |                                                                                                  |                                                                                                  |
| Довжина найбільша (по КВЛ)                                            | 77,7 м                                                                                           | 77,7 м                                                                                           |
| Ширина корпусу найб.                                                  | 6,4 м                                                                                            | 6,4 м                                                                                            |
| Середня осадка (по КВЛ)                                               | 4 м                                                                                              | 4 м                                                                                              |
| Водотоннажність надводна                                              | 844 т                                                                                            | 844 т                                                                                            |
| Водотоннажність підводна                                              | 1077 т                                                                                           | 1077 т                                                                                           |
| Силова установка                                                      |                                                                                                  |                                                                                                  |
| дизель-електрична; 2 × дизельні двигуни 1Д 2 × електромотори ПГ-72/35 |                                                                                                  |                                                                                                  |
| Гвинти                                                                | 2                                                                                                | 2                                                                                                |
| Потужність                                                            | дизельні двигуни — 2 × 2 000 к. с. електромотори — 2 × 550 к.с.                                  | дизельні двигуни — 2 × 2 000 к. с. електромотори — 2 × 550 к.с.                                  |
| Озброєння                                                             |                                                                                                  |                                                                                                  |
| Артилерія                                                             | 1 × 100-мм/51 гармата Б-24 (200 снарядів) 1 × 45-мм напівавтоматична гармата 21-К (500 снарядів) | 1 × 100-мм/51 гармата Б-24 (200 снарядів) 1 × 45-мм напівавтоматична гармата 21-К (500 снарядів) |
| Торпедно- мінне озброєння                                             | 6 ТА калібру 533-мм (12 торпед)                                                                  | 6 ТА калібру 533-мм (12 торпед)                                                                  |

С-6 — радянський дизель-електричний підводний човен типу «Середня» серії IX-біс, що входив до складу Військово-морського флоту СРСР за часів радянсько-фінської та німецько-радянської війн. Закладений 28 грудня 1935 року на верфі заводу № 189 у Ленінграді під заводським номером 279. 31 березня 1938 року спущений на воду. 27 листопада 1939 року включений до складу Балтійського флоту.

## Історія служби
У січні 1940 року, в ході радянської агресії проти Фінляндії, С-6 вийшов у бойовий похід для спостереження за шведським та фінським флотами, проте через важкі умови вийти на визначену позицію не зміг.
На початку операції «Барбаросса» С-6 перебував на базі в Усть-Двінську в окупованій Радами Латвії. 23 червня 1941 року вийшов з Усть-Двінська. 13 діб безрезультатно чергував у районі Померанської бухти. При поверненні командир влаштував відпочинок та купання екіпажу в одній із бухт острова Сааремаа, під час якого човен зазнав авіанальоту, троє людей убито, четверо поранено. Після повернення на базу командиром підводного човна призначений переведений з недобудованого С-104 Микола Миколайович Кулигін. 2 серпня човен вирушив у бойовий похід до острова Борнгольм, після цього на зв'язок не виходив, подальша доля була невідома.
Лише влітку 2011 року шведськими дайверами у міжнародних водах на дні Балтійського моря на південний схід від острова Еланд на глибині 46 метрів був виявлений затонулий радянський підводний човен. Носова частина човна відірвана і лежить поряд. У звіті шведських ВМС зроблено висновок, що човен загинув, підірвавшись на третьої лінії німецького мінного загородження «Wartburg».